# Гуапе
Гуапе (порт. Guapé) — муниципалитет в Бразилии, входит в штат Минас-Жерайс. Составная часть мезорегиона Юг и юго-запад штата Минас-Жерайс. Входит в экономико-статистический микрорегион Варжинья. Население составляет 18 000 человек на 2006 год. Занимает площадь 934,598 км². Плотность населения — 16,0 чел./км².

## История
Город основан 3 февраля 192 года. 

## Статистика
- Валовой внутренний продукт на 2003 год составляет 45 765 483,00 реалов (данные: Бразильский институт географии и статистики).
- Валовой внутренний продукт на душу населения на 2003 год составляет 3194,35 реалов (данные: Бразильский институт географии и статистики).
- Индекс развития человеческого потенциала на 2000 год составляет 0,752 (данные: Программа развития ООН).

## География
Климат местности: горный тропический.